# Boechera
Boechera ist eine Pflanzengattung innerhalb der Familie der Kreuzblütengewächse (Brassicaceae).

## Beschreibung

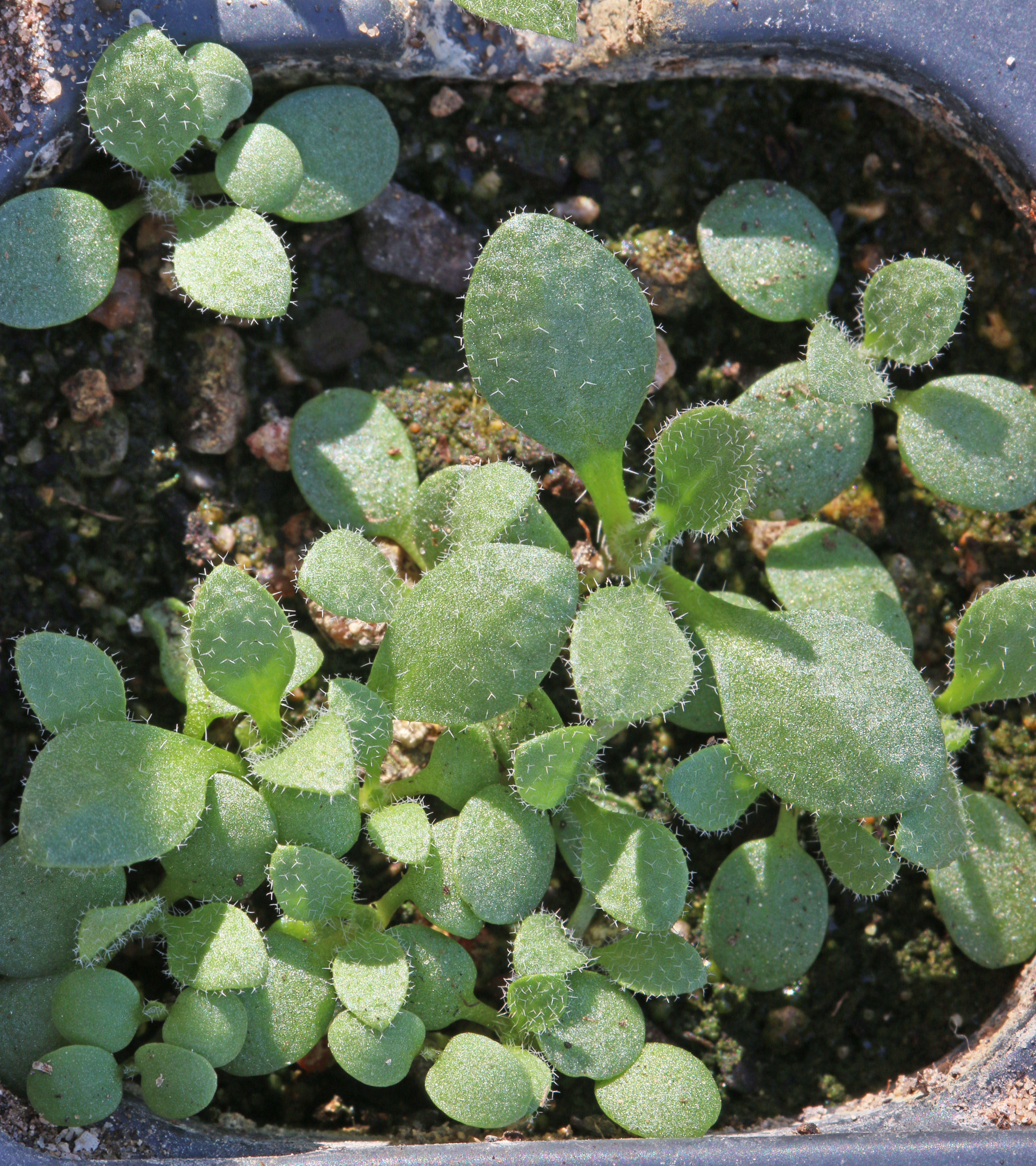
Sämlinge von Boechera fendleri

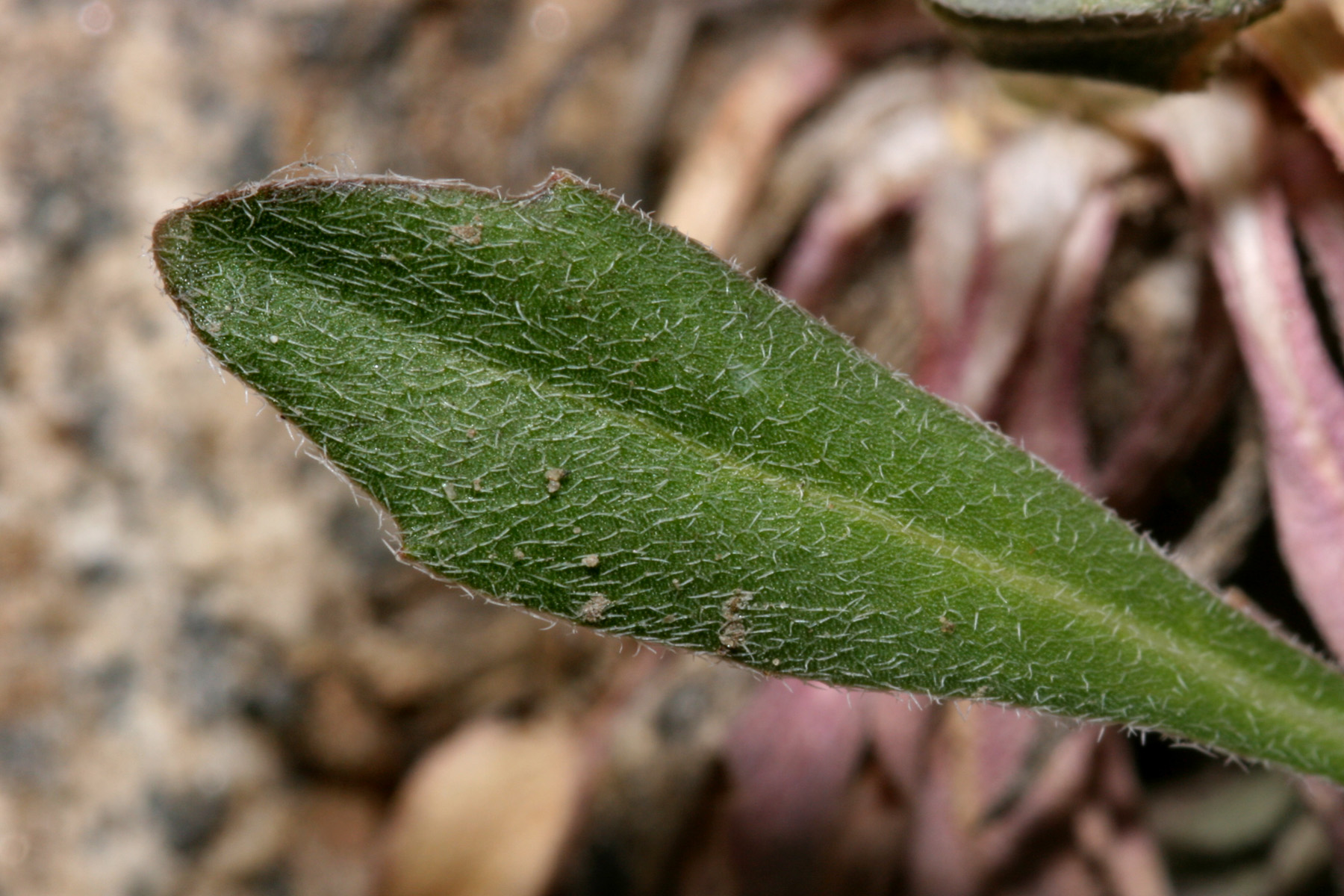
Laubblatt mit Trichomen von Boechera divaricarpa

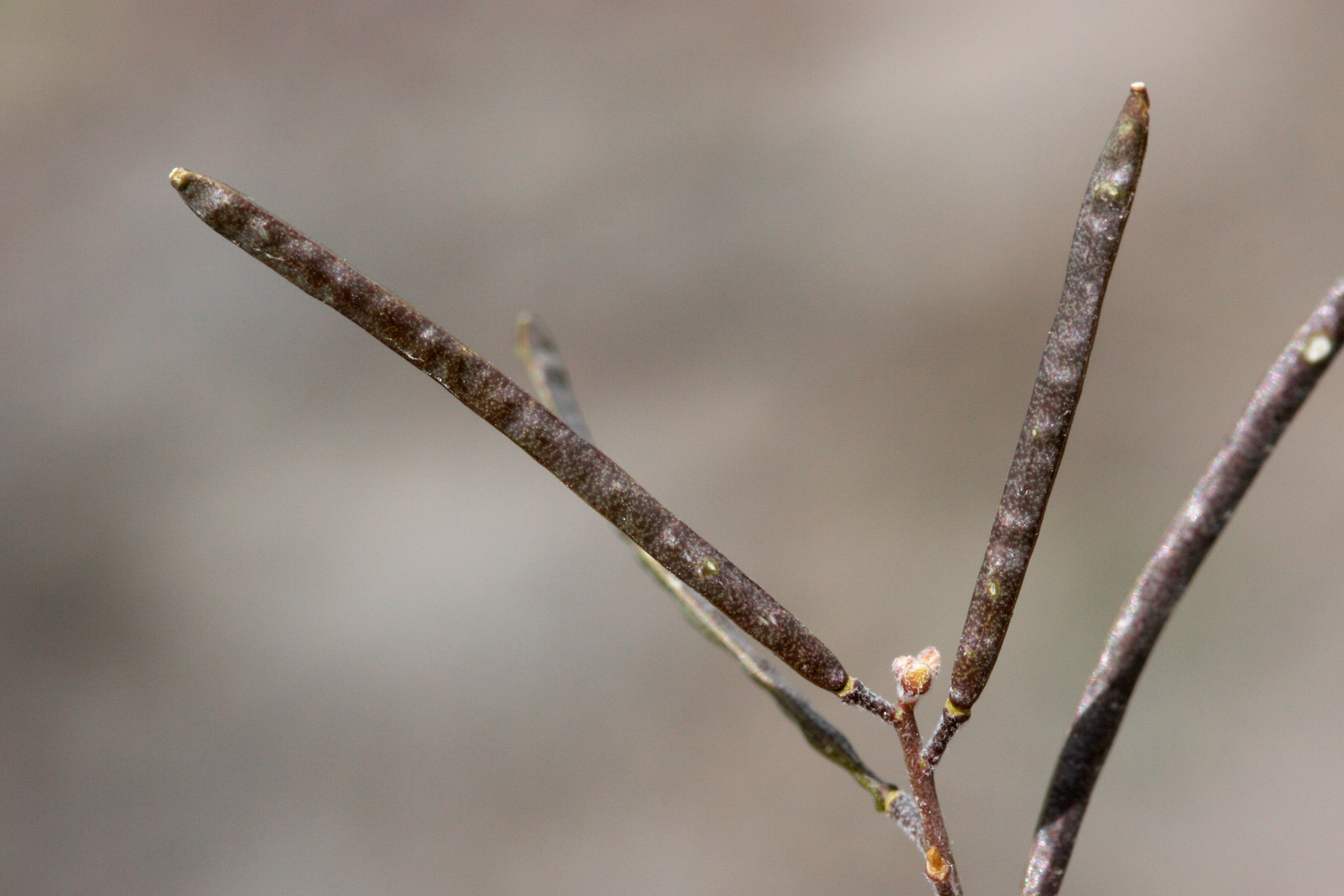
Früchte von Boechera depauperata

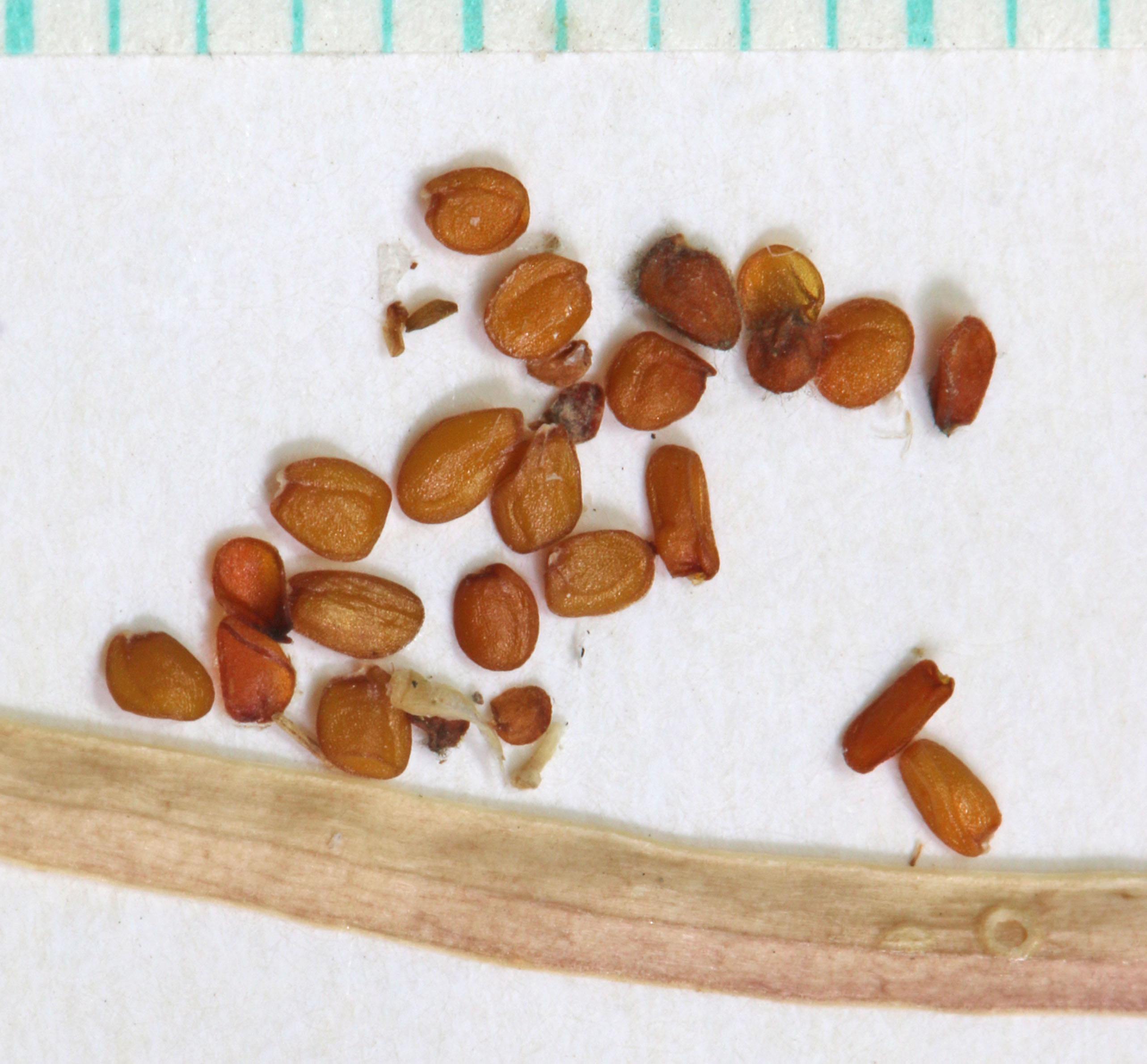
Samen von Boechera fendleri

### Vegetative Merkmale
Die meisten Arten der Gattung sind ausdauernde, selten zweijährige krautige Pflanzen. Die oberirdischen Pflanzenteile sind kahl oder flaumig behaart, selten rau oder steif behaart. Die Trichome sind einfach oder verzweigt, aber nicht sternförmig. Die sind aufrechten, aufsteigenden oder niederliegenden Stängel einfach oder am oberen Ende verzweigt.
Die grundständig oder am Stängel verteilt, meist wechselständig angeordneten Laubblätter sind gestielt oder sitzend. Bei den einfachen Blattspreiten ist die Basis manchmal geöhrt oder pfeilförmig und der Blattrand glatt oder gezähnt.

### Generative Merkmale
Boechera-Arten besitzen meist schirmtraubige Blütenstände, deren Blütenstandsachsen sich bis zur Fruchtreife verlängern können und sich so zu traubigen Blüten-/Fruchtständen entwickeln; selten sind es rispige Blütenstände. In den Blütenständen sind meist viele Blüten angeordnet.
Die zwittrigen Blüten sind radiärsymmetrisch und vierzählig. Die vier freien Kelchblätter sind eiförmig oder länglich; das seitliche Paar kann an seiner Basis sackförmig sein und ihre Ränder sind häutig; sie fallen früh ab. Die vier freien Kronblätter sind spatelförmig oder verkehrt-lanzettlich mit stumpfem oberen Ende. Der Nagel ist kürzer als die Kelchblätter oder kaum erkennbar vom übrigen Bereich des Kronblattes differenziert. Die Farben der Kronblätter reichen von meist weiß über rosa- sowie lavendel- bis purpurfarben, seltener ist gelblich, rot oder magenta.
Es sind sechs Staubblätter vorhanden. Die Staubfäden sind an ihrer Basis nicht verbreitert. Die Staubbeutel sind eiförmig oder länglich, oft mit stumpfem oberen Ende. Der Pollen ist ellipsoid, aber bei apomiktischen Exemplaren kugelförmig. Auf den Nektardrüsen befinden sich die Staubfäden und die seitlichen Drüsen bilden mehr oder weniger einen Ring. Je Fruchtknoten sind 8 bis 250 Samenanlagen vorhanden.
Die dünnen Fruchtstiele sind aufrecht, aufsteigend, abgespreizt oder von Anfang an bis erst bei Fruchtreife zurückgekrümmt. Die glatten oder wulstigen Schoten sind meist linealisch, selten länglich oder lanzettlich, gerade oder sichelförmig. Die pergamentartigen Fruchtklappen besitzen einen undeutlichen oder auffälligen Mittelnerv und sind meist kahl oder selten flaumig behaart. Das Septum vollständig und kann häutig sein ohne erkennbaren Adern. Manchmal ist kein Griffel erkennbar und die Narbe ist kopfig. Die länglichen oder kugelförmigen, abgeflachten Samen können geflügelt sein oder einen Rand aufweisen.

## Ökologe
Viele Boechera-Arten vermehren sich asexuell per Apomixis.

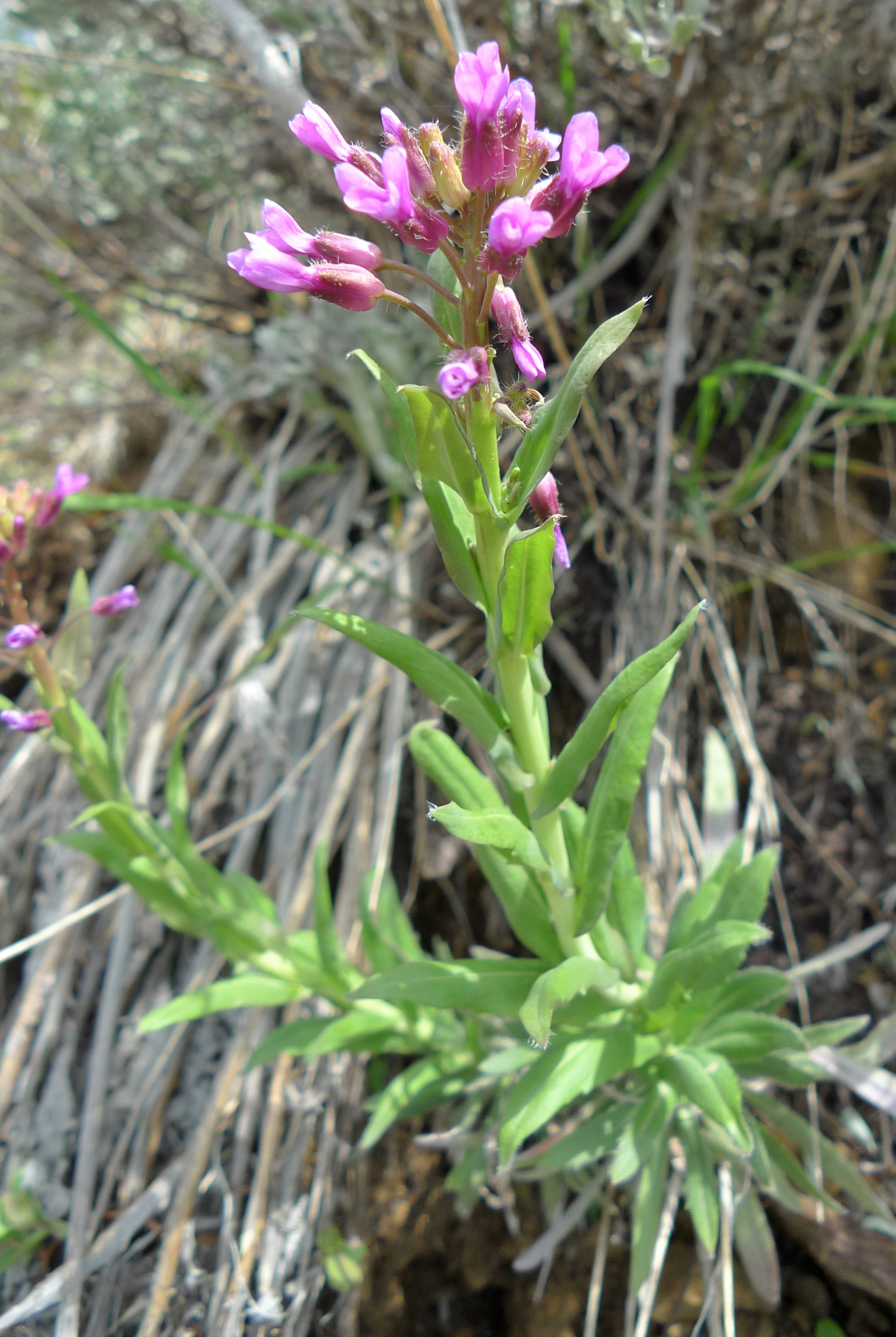
Boechera atrorubens

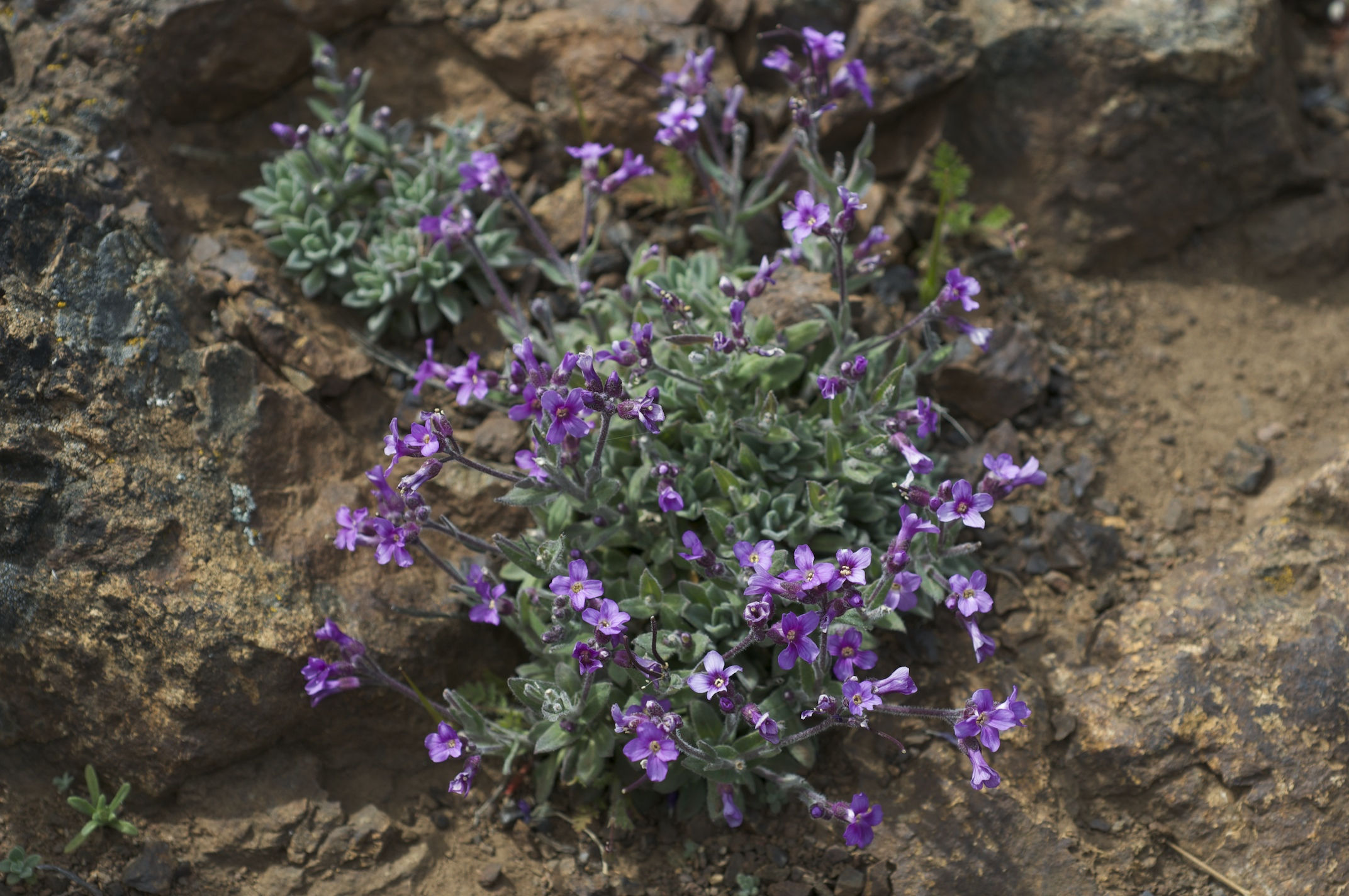
Boechera breweri

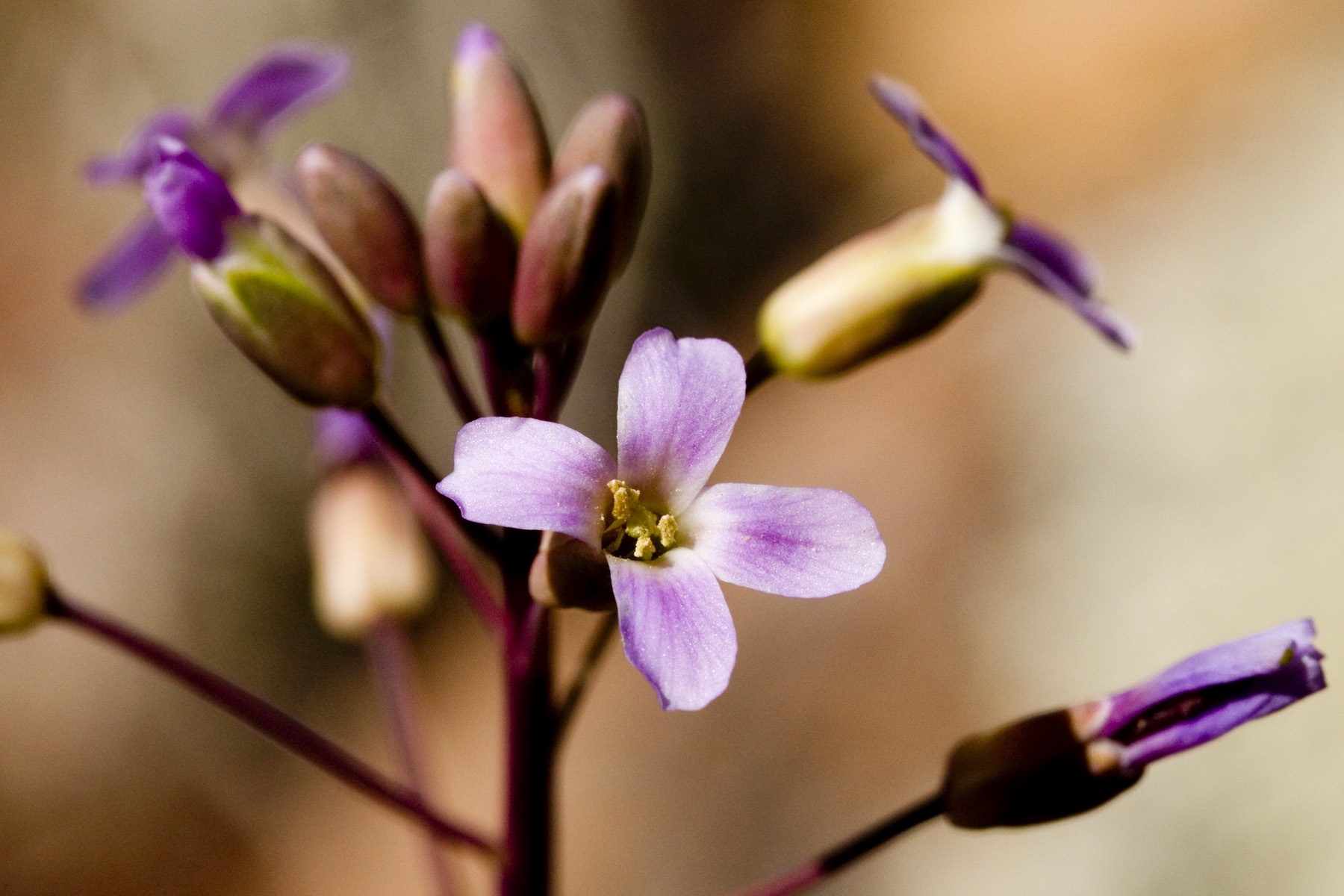
Oberer Teil des Blütenstandes und Blüte im Detail von Boechera carrizozoensis

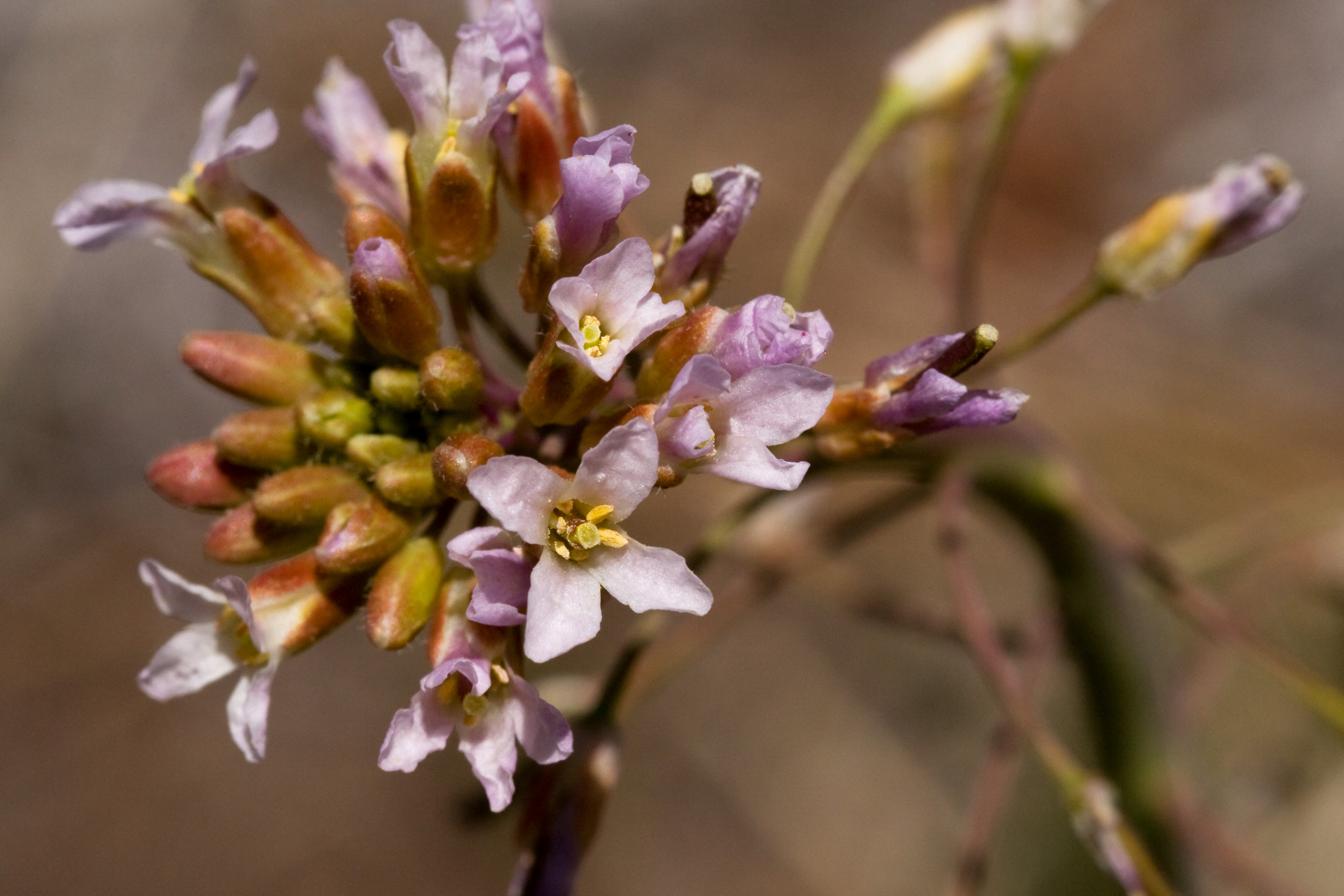
Schirmtraubiger Blütenstand von oben von Boechera centrifendleri

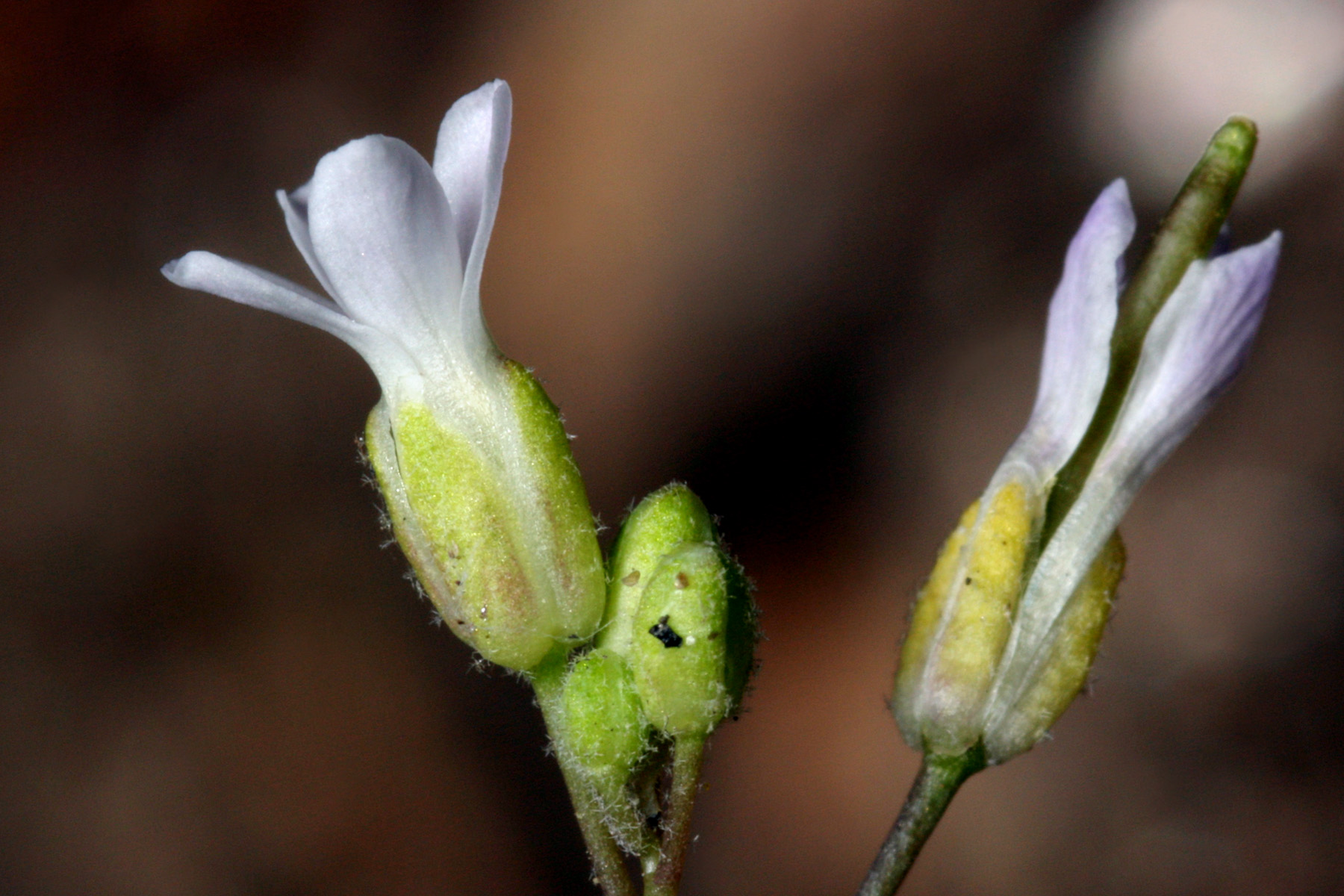
Blüten von der Seite mit Kelch- und Kronblättern von Boechera crandallii

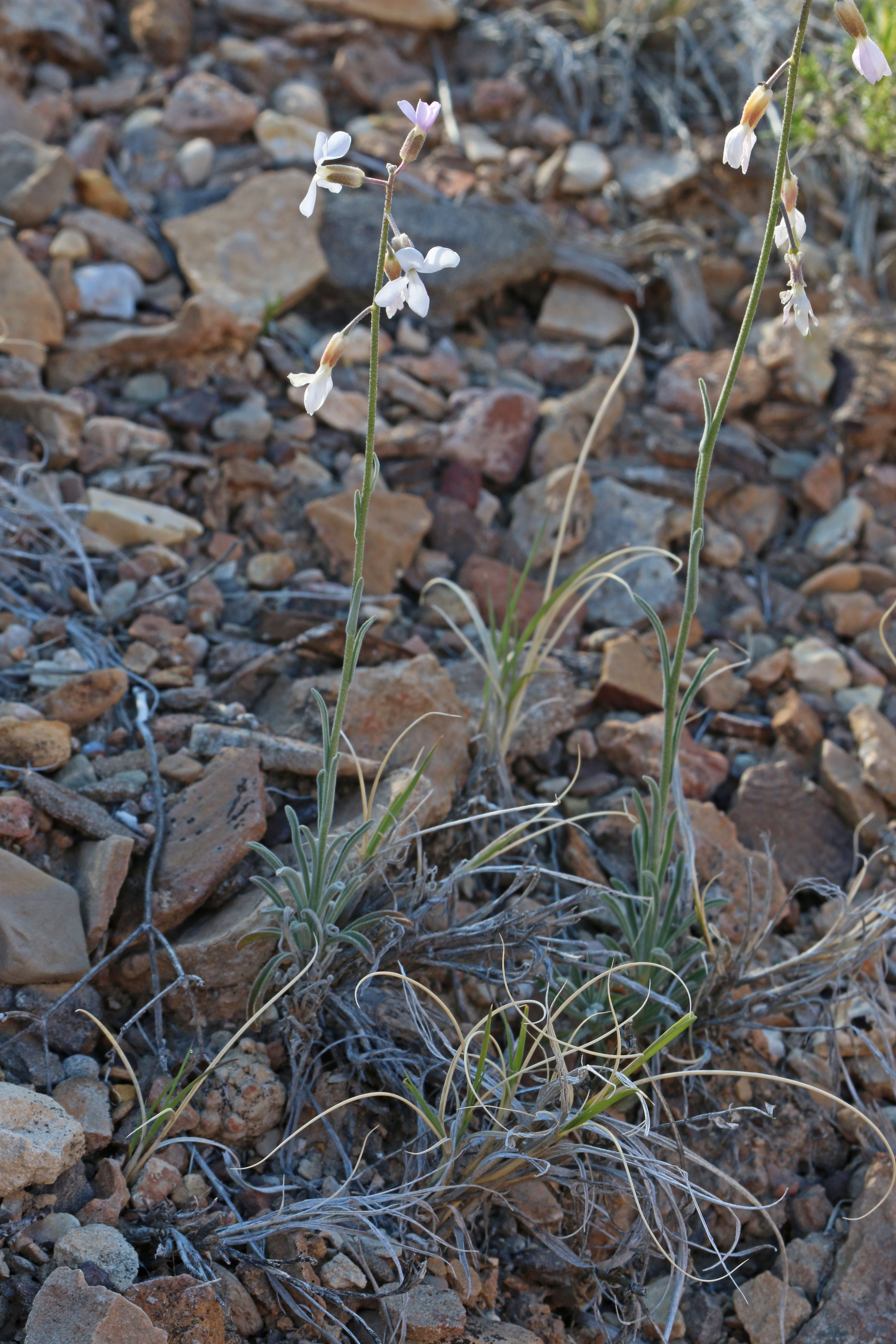
Boechera formosa

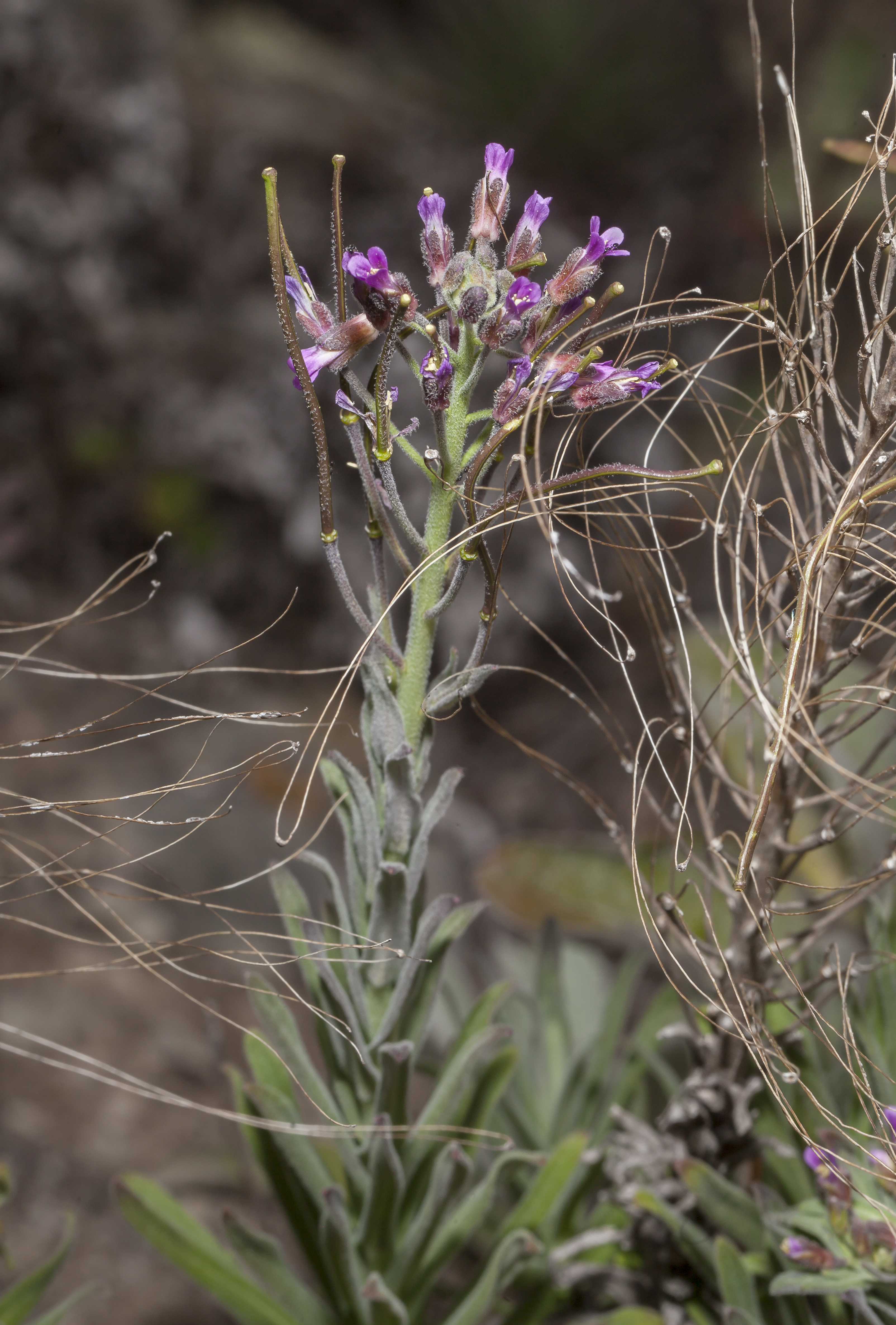
Boechera hoffmannii

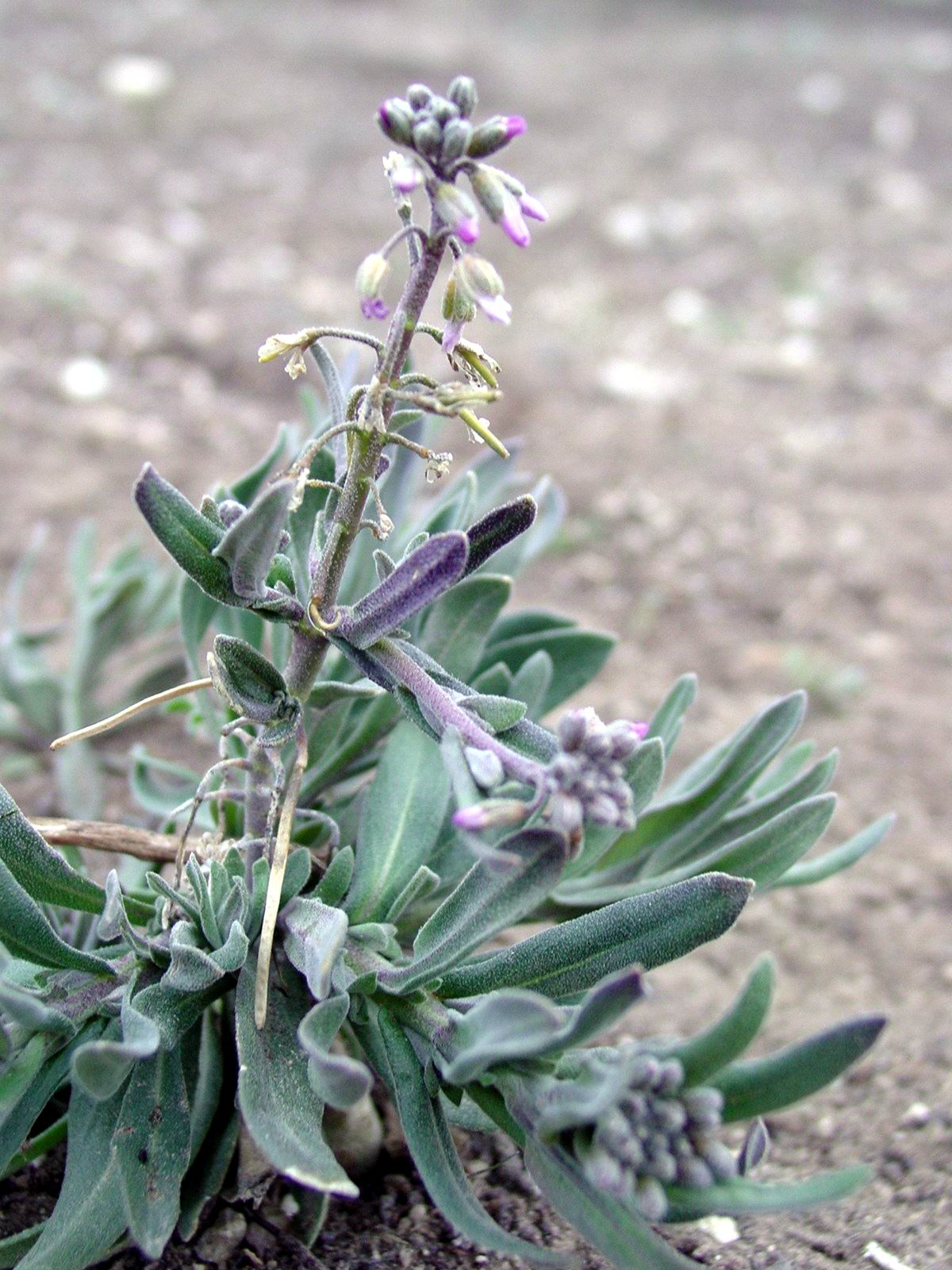
Boechera holboellii

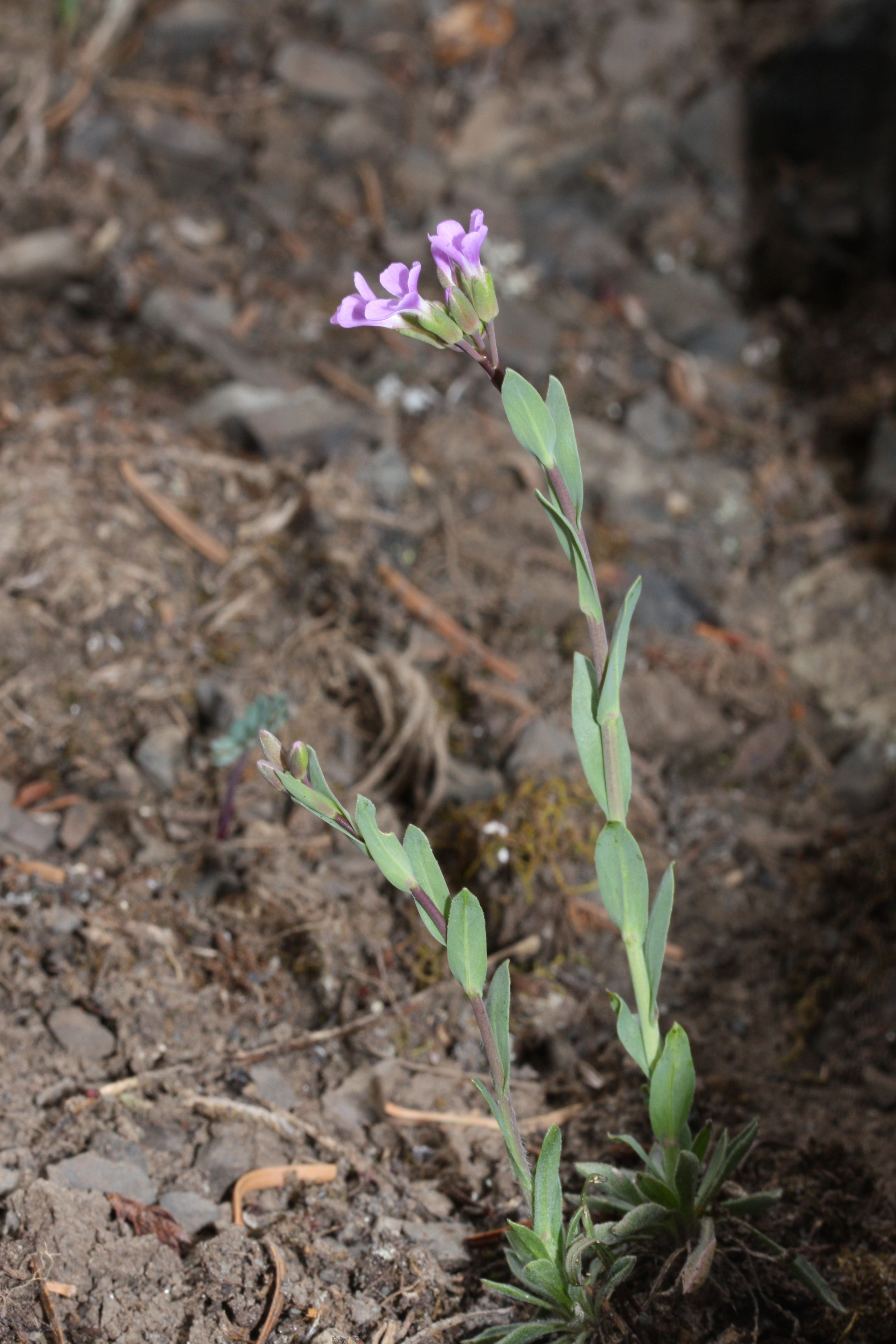
Boechera lyallii

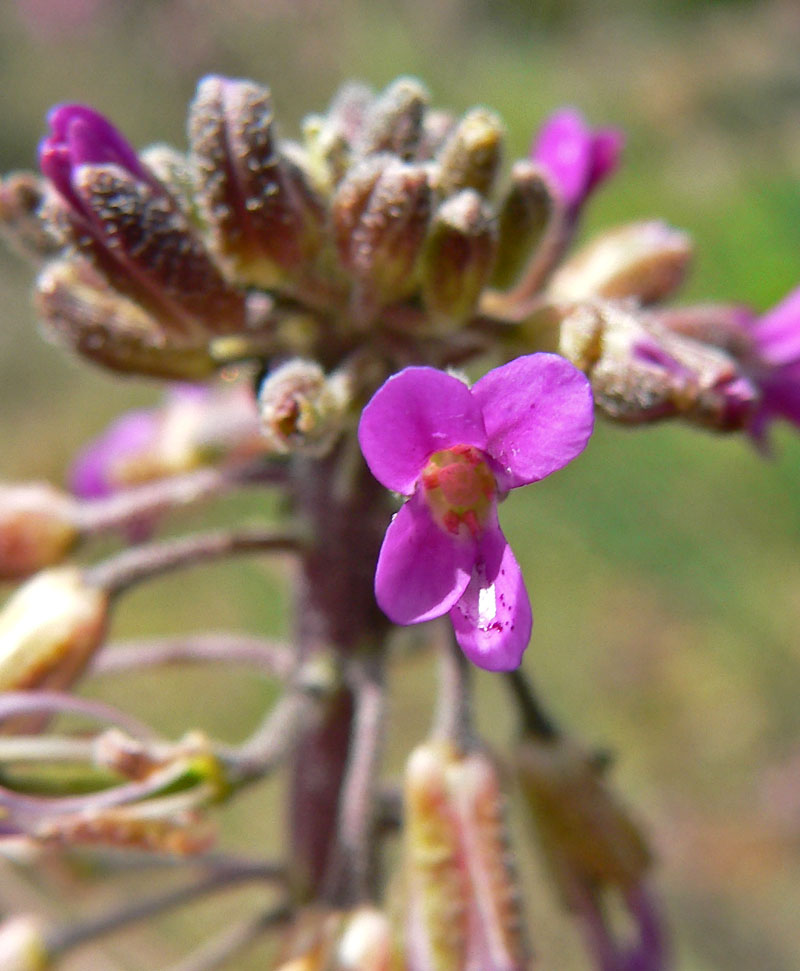
Schirmtraubiger Blütenstand von der Seite von Boechera perennans

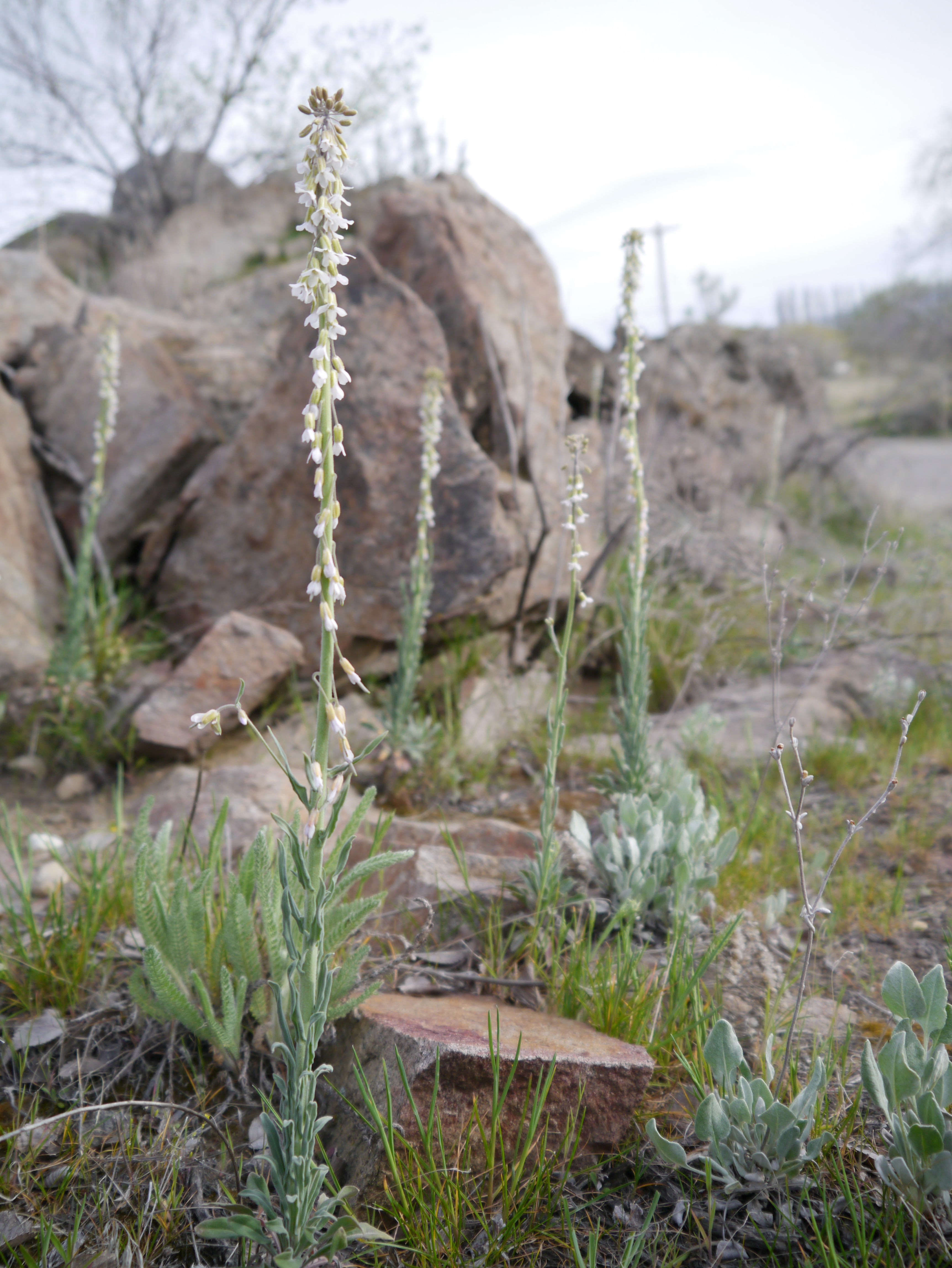
Boechera retrofracta

## Systematik und Verbreitung
Die Gattung Boechera wurde durch Áskell Löve und Doris Benta Maria Löve in Nomenclatural notes on arctic plants in Botanisker Notiser, Band 128, 4, 1975/6, S. 513 aufgestellt. Der Gattungsname Boechera ehrt den dänischen Botaniker Tyge Wittrock Böcher (1909–1983).
Die Gattung Boechera wurde ursprünglich aufgrund der Merkmalskombination „parallel zum Septum abgeflachte Schoten, verzweigte Trichome und anliegende Keimblätter“ der Gattung Arabis zugeordnet, allerdings aufgrund einer Nicht-diploide Zahl von Chromosomensätzen von x = 7 als eigene Gattung ausgegliedert. Diese Klassifizierung wurde durch weitere morphologische, cytologische und molekularbiologische Untersuchungen gestützt.
Die Arten der Gattung Boechera sind in Nordamerika weitverbreitet und kommen Grönland vor. Nur zwei Arten kommen von Ostsibirien bis Russlands Fernem Osten vor.
Nach Ihsan Al-Shehbaz und Michael Windham 2010 umfasst die Gattung 108 bis über 111 Arten:
- Boechera acutina (Greene) Windham & Al-Shehbaz:[3] Sie gedeiht in Höhenlagen von 1400 bis 1900 Metern in den US-Bundesstaaten Oregon, Idaho sowie Kalifornien.[1]
- Boechera arcuata (Nutt.) Windham & Al-Shehbaz:[3] Sie gedeiht in Höhenlagen von 300 bis 1800 Metern nur im südlichen und westlichen Kalifornien.[1][5]
- Boechera atrorubens (Suksd. ex Greene) Windham & Al-Shehbaz:[3] Sie gedeiht in Höhenlagen von etwa 600 Metern in den westlichen US-Bundesstaaten Oregon sowie Washington.[1]
- Boechera bodiensis (Rollins) Al-Shehbaz:[3] Sie gedeiht in Höhenlagen von 2400 bis 2900 Metern in den US-Bundesstaaten Nevada sowie Kalifornien.[1]
- Boechera botulifructa D.P.Morin:[3] Sie wurde 2018 erstbeschrieben und kommt in Oregon sowie Kalifornien vor.
- Boechera breweri (S.Watson) Al-Shehbaz:[3] Die etwa zwei Unterarten kommen in den westlichen US-Bundesstaaten Oregon und Kalifornien vor.[1]
- Boechera calcarea Dudkin: Sie wurde 2013 erstbeschrieben.[3] Dieser Endemit kommt nur in der Region Primorje in Russlands Fernem Osten vor.
- Boechera calderi (G.A.Mulligan) Windham & Al-Shehbaz[1][3]
- Boechera californica (Rollins) Windham & Al-Shehbaz: Diese Neukombination erfolgte 2007.[3] Sie kommt vom US-Bundesstaat Kalifornien bis zum mexikanischen Bundesstaat Baja California vor.[1]
- Boechera carrizozoensis P.J.Alexander: Sie wurde 2015 erstbeschrieben.[3]
- Boechera cascadensis Windham & Al-Shehbaz: Sie wurde 2007 erstbeschrieben.[3] Diese geschützte Art gedeiht in subalpinen Gebieten in Höhenlagen 1900 Metern in den westlichen US-Bundesstaaten Oregon sowie Washington.[1]
- Boechera centrifendleri P.J.Alexander: Sie wurde 2015 erstbeschrieben.[3] Sie kommt in den US-Bundesstaaten Arizona, Colorado sowie New Mexico vor.
- Boechera cobrensis (M.E.Jones) Dorn[1][3]
- Boechera collinsii (Fernald) Á.Löve & D.Löve[1][3]
- Boechera consanguinea (Greene) Windham & Al-Shehbaz: Diese Neukombination erfolgte 2007.[3] Sie gedeiht in Höhenlagen von 1900 bis 2500 Metern in den US-Bundesstaaten Colorado, New Mexico sowie Utah.[1]
- Boechera constancei (Rollins) Al-Shehbaz: Diese Neukombination erfolgte 2003.[3] Dieser Endemit gedeiht nur an den Westhängen der Sierra Nevada in Höhenlagen von 1200 bis 1900 Metern im kalifornischen Plumas County.[1]
- Boechera covillei (Greene) Windham & Al-Shehbaz[1][3]
- Boechera crandallii (B.L.Rob.) W.A.Weber[1][3]
- Boechera cusickii (S.Watson) Al-Shehbaz[1][3]
- Boechera davidsonii (Greene) N.Holmgren[1][3]
- Boechera depauperata (A.Nelson & P.B.Kenn.) Windham & Al-Shehbaz[1][3]
- Boechera dispar (M.E.Jones) Al-Shehbaz[1][3]
- Boechera divaricarpa (A.Nelson) A.Löve & D.Löve:[1][3] Sie kommt von Alaska bis Kalifornien und Arizona vor.[5]
- Boechera drepanoloba (Greene) Windham & Al-Shehbaz[1][3]
- Boechera duchesnensis (Rollins) Windham, Al-Shehbaz & Allphin[1][3]
- Boechera elkoensis Windham & Al-Shehbaz: Sie wurde 2007 erstbeschrieben.[1][3]
- Boechera evadens Windham & Al-Shehbaz: Sie wurde 2006 erstbeschrieben.[1][3]
- Boechera falcata (Turcz.) Al-Shehbaz[3] Sie kommt von Ostsibirien bis Russlands Fernem Osten vor.
- Boechera falcatoria (Rollins) Dorn[1][3]
- Boechera falcifructa (Rollins) Al-Shehbaz[1][3]
- Boechera fecunda (Rollins) Dorn:[1][3] Sie kommt nur in Montana vor.[5]
- Boechera fendleri (S.Watson) W.A.Weber:[1][3] Sie kommt in den zentralen und westlichen Vereinigten Staaten vor.[5]
- Boechera fernaldiana (Rollins) W.A.Weber[1][3]
- Boechera formosa (Greene) Windham & Al-Shehbaz[1][3]
- Boechera fruticosa (A.Nelson) Al-Shehbaz[1][3]
- Boechera glareosa Dorn: Sie wurde 2003 erstbeschrieben.[3][1]
- Boechera glaucovalvula (M.E.Jones) Al-Shehbaz[1][3]
- Boechera goodrichii (S.L.Welsh) N.H.Holmgren[1][3]
- Boechera gracilenta (Greene) Windham & Al-Shehbaz[1][3]
- Boechera gracilipes (Greene) Dorn[1][3]
- Boechera grahamii (Lehmann) Windham & Al-Shehbaz[1][3]
- Boechera gunnisoniana (Rollins) W.A. Weber[1][3]
- Boechera harrisonii (S.L.Welsh) Windham & Al-Shehbaz[1][3]
- Boechera hastatula (Greene) Al-Shehbaz[1][3]
- Boechera hoffmanii (Munz) Al-Shehbaz:[1][3] Sie kommt nur auf Santa Cruz Island in Kalifornien vor.[5]
- Boechera holboellii (Hornem.) A.Löve & D.Löve:[1][3] Sie kommt von Grönland und Alaska bis Kalifornien und New Mexico vor.[5]
- Boechera horizontalis (Greene) Windham & Al-Shehbaz[1][3]
- Boechera howellii (S.Wats.) Windham & Al-Shehbaz[1][3]
- Boechera inyoensis (Rollins) Al-Shehbaz[1][3]
- Boechera johnstonii (Munz) Al-Shehbaz[1][3]
- Boechera kelseyana Windham & Allphin: Sie wurde 2015 erstbeschrieben.[3]
- Boechera koehleri (T.J.Howell) Al-Shehbaz:[1][3] Sie kommt nur im südwestlichen Oregon und in Kalifornien vor.[5]
- Boechera languida (Rollins) Windham & Al-Shehbaz[1][3]
- Boechera lasiocarpa (Rollins) Boech[1][3]
- Boechera lemmonii (S.Watson) W.A.Weber[1][3]
- Boechera lignifera (A.Nelson) W.A.Weber[1][3]
- Boechera lincolnensis Windham & Al-Shehbaz[1][3]
- Boechera lyallii (S.Watson) Dorn[1][3]
- Boechera macounii (S.Watson) Windham & Al-Shehbaz[1][3]
- Boechera microphylla (Nutt.) Dorn[1][3]
- Boechera nevadensis (Tidestrom) Windham & Al-Shehbaz[1][3]
- Boechera ophira (Rollins) Al-Shehbaz[1][3]
- Boechera oxylobula (Greene) W.A.Weber[1][3]
- Boechera paddoensis (Rollins) Windham & Al-Shehbaz[1][3]
- Boechera pallidifolia (Rollins) W.A. Weber[1][3]
- Boechera parishii (S.Watson) Al-Shehbaz[1][3]
- Boechera pauciflora (Nutt.) Windham & Al-Shehbaz:[1][3] Sie kommt in British Columbia und in den westlichen Vereinigten Staaten vor.[5]
- Boechera paupercula (Greene) Windham & Al-Shehbaz[1][3]
- Boechera peirsonii Windham & Al-Shehbaz[1][3]
- Boechera pendulina (Greene) W.A.Weber[1][3]
- Boechera pendulocarpa (A.Nelson) Windham & Al-Shehbaz[1][3]
- Boechera perennans (S.Watson) W.A.Weber:[1][3] Sie kommt in Colorado, Wyoming, New Mexico, Texas, Arizona, Kalifornien, Utah, Nevada und Mexiko (Baja Norte) vor.[5]
- Boechera pinetorum (Tidestrom) Windham & Al-Shehbaz[1][3]
- Boechera pinzlae (Rollins) Al-Shehbaz[1][3]
- Boechera platysperma (A.Gray) Al-Shehbaz:[1][3] Sie kommt in Oregon, Kalifornien sowie Nevada vor.[5]
- Boechera polyantha (Greene) Windham & Al-Shehbaz[1][3]
- Boechera porphyrea (Wooton & Standl.) Windham, Al-Shehbaz & P.J. Alexander[1][3]
- Boechera pratincola (Greene) Windham & Al-Shehbaz[1][3]
- Boechera puberula (Nutt.) Dorn:[1][3] Sie kommt in den westlichen Vereinigten Staaten vor.[5]
- Boechera pulchra (M.E.Jones ex S.Watson) W.A.Weber[1][3]
- Boechera pusilla (Rollins) Dorn:[1][3] Dieser Endemit kommt nur im südwestlichen Wyoming vor.[5]
- Boechera pygmaea (Rollins) Al-Shehbaz[1][3]
- Boechera quebecensis Windham & Al-Shehbaz[1][3]
- Boechera rectissima (Greene) Al-Shehbaz[1][3]
- Boechera retrofracta (Graham) A.Löve & D.Löve:[1][3] Sie kommt von Alaska bis Quebec und von Michigan bis Kalifornien vor.[6]
- Boechera rigidissima (Rollins) Al-Shehbaz:[1][3] Sie kommt im nördlichen Kalifornien sowie westlichen Nevada vor.[5]
- Boechera rollei (Rollins) Al-Shehbaz[1][3]
- Boechera rollinsiorum Windham & Al-Shehbaz: Sie wurde 2006 erstbeschrieben.[1][3]
- Boechera rubicundula (Jepson) Windham, Al-Shehbaz & P.J.Alexander[1][3]
- Boechera sanluisensis P.J.Alexander: Sie wurde 2015 erstbeschrieben.[3]
- Boechera saximontana (Rollins) Windham & Al-Shehbaz[1][3]
- Boechera schistacea (Rollins) Dorn[1][3]
- Boechera serpenticola Windham & Al-Shehbaz: Sie wurde 2006 erstbeschrieben.[1][3]
- Boechera shevockii Windham & Al-Shehbaz: Sie wurde 2006 erstbeschrieben.[1][3]
- Boechera shockleyi (Munz) Dorn[1][3]
- Boechera sparsiflora (Nutt.) Dorn[1][3]
- Boechera spatifolia (Rydb.) Windham & Al-Shehbaz[1][3]
- Boechera sparsiflora (Nutt.) Dorn:[1][3] Sie kommt in Alberta, British Columbia und die westlichen Vereinigten Staaten vor.[5]
- Boechera subpinnatifida (S.Watson) Al-Shehbaz[1][3]
- Boechera suffrutescens (S.Watson) Dorn[1][3]
- Boechera texana Windham & Al-Shehbaz: Sie wurde 2006 erstbeschrieben.[1][3]
- Boechera tiehmii (Rollins) Al-Shehbaz[1][3]
- Boechera tularensis Windham & Al-Shehbaz: Sie wurde 2007 erstbeschrieben.[1][3]
- Boechera ultraalsa Windham & Al-Shehbaz: Sie wurde 2006 erstbeschrieben.[1][3]
- Boechera villosa Windham & Al-Shehbaz[1][3]
- Boechera williamsii (Rollins) Dorn[1][3]
- Boechera xylopoda Windham & Al-Shehbaz: Sie wurde 2007 erstbeschrieben.[1][3]
- Boechera yorkii S.Boyd: Sie wurde 2004 erstbeschrieben.[1][3]
- Boechera zephyra P.J.Alexander: Sie wurde 2015 erstbeschrieben.[3]

## Weiterführende Literatur
- Vladimir Brukhin, Jaroslaw V. Osadtchiy, Ana Marcela Florez-Rueda, Dmitry Smetanin, Evgeny Bakin, Margarida Sofia Nobre, Ueli Grossniklaus: The Boechera Genus as a Resource for Apomixis Research. In: Frontiers in Plant Science, 10, 392, April 2019. doi:10.3389/fpls.2019.00392

- Karte mit allen verlinkten Seiten:
- OSM |
- WikiMap